# Vinczeffy László
Vinczeffy László (Atyha, 1946. március 21. –) Munkácsy Mihály-díjas magyar festő, képrestaurátor. A Magyar Művészeti Akadémia tagja (2010).

## Életpályája
A kolozsvári Rajztanárképző Főiskolán végzett 1970-ben. 1970–1979 közt Zágonban tanított rajzot. 1979-től bekerült a sepsiszentgyörgyi Székely Nemzeti Múzeumba képrestaurátornak, s innen 1979–1983 közt elvégezte a bukaresti Nicolae Grigorescu Képzőművészeti Főiskola restaurátorképző szaktanfolyamát. A Sepsiszentgyörgyi Képtár jelentős 19. századi anyagából számos festményt, köztük a Barabás Miklós-gyűjtemény és Gyárfás Jenő Képtár anyagát restaurálta. A Székely Nemzeti Múzeumban több mint 30 évig dolgozott (1979–2010), műterme az első évtizedben a Gyárfás Jenő Emlékházban volt, majd 1990 óta saját műtermében alkot.
Gyakran rajzolt és festett a Hajdúsági Nemzetközi Művésztelepen Hajdúböszörményben. Saját festményeivel 50-nél több egyéni és számos csoportos kiállításon szerepelt. Saját olajfestményein, grafikáin, szobrain, installációin egy álomszerű, absztrahált szürreális világot tár elénk, erőteljes vonalvezetéssel, egyéni formavilággal, gyakran allegorikus témákat is ábrázol (például Apokalipszis-sorozat). Alkotói szemléletében egyaránt fontosnak érzi erdélyi gyökereit és a világ művészeti életében végbemenő változások figyelemmel kísérését. A helyi hagyomány és a kozmopolitizmus számára nem egymást kizáró fogalmak. 1973 óta kiállító művész. Műveit romániai és magyarországi múzeumok őrzik.
Aktívan kiveszi részét a képzőművészeti közéletből, tagja a Romániai Képzőművészek Szövetségének, az 1994-ben újjászerveződött Barabás Miklós Céhnek, a Magyar Képzőművészeti és Iparművészeti Társaságok Szövetségének, a Magyar Alkotóművészek Országos Egyesületének (MAOE), a Magyar Festők Társaságának. Sepsiszentgyörgyön él és alkot.

## Kiállításai (válogatás)

### Egyéni
- 1973 • Kézdivásárhelyi Múzeum, Kézdivásárhely • Székely Nemzeti Múzeum, Sepsiszentgyörgy
- 1978 • Korunk Galéria, Kolozsvár
- 1984 • Brassói Lapok Galéria, Brassó
- 1985 • Kis Galéria, Sepsiszentgyörgy
- 1986 • Új Élet Galéria, Marosvásárhely
- 1988 • Kupola Galéria, Iaşi
- 1993 • Sepsiszentgyörgyi Képtár, Sepsiszentgyörgy
- 1995 • Nürnberg
- 1996 • Sárospatak • Miskolc
- 1999 • Sepsiszentgyörgyi Képtár, Sepsiszentgyörgy
- 2002 • Esztelnek
- 2003 • Bukarest
- 2007 • Budapest
- 2009 • Vajda Lajos Stúdió, Szentendre
- 2011 • Gyárfás Jenő Képtár, Sepsiszentgyörgy

### Csoportos
- 1990 • Általános Művelődési Központ, Kiskunhalas • Móra Ferenc Múzeum, Szeged;
- 1991 • Laczkó Dezső Múzeum, Veszprém;
- 1993 • Ifjúsági Ház, Pécs • Városi Könyvtár, Nyíregyháza;
- 1996 • Kisplasztikai Biennále, Arad;
- 1997 • Őszi Tárlat, Kultúrpalota Marosvásárhely • Grafikai Biennále, Arad
- 1998 • Kisplasztikai Biennále, Arad;
- 2002 • „Felezőidő”- Romániai magyar művészet 1965-75, Ernst Múzeum, Budapest;
- 2008 • Közösség és Művészet, Művészeti Múzeum, Kolozsvár • Állami Művészeti díjasok, Olof Palme-ház, Budapest;
- 2010 • Fekete képek 2.,Magyar Alkotóművészek Háza, Budapest;
- 2011 • Fekete képek 3., Kortárs Magyar Galéria, Dunaszerdahely (Szlovákia).
- 2017 Szépművészeti Múzeum Kolozsvár

## Díjai, elismerései
- Erdélyi Magyar Képzőművész Egyesület Szolnay Sándor díja (1998)
- A Királyhágómelléki Református Egyházkerület a nagybányai festőtelepen a közjó szolgálatában kifejtett tevékenységéért Díszoklevéllel tüntette ki (2004)
- Pro Cultura Hungarica Díj (2006)
- Hajdúböszörmény Város Nívódíja (2007)
- Káplár Miklós-emlékérem (2008)
- Munkácsy Mihály-díj (2008)
- Magyar Művészetért díj (2009)
- Simsay Ildikó-díj (2009)